# Yeşilyurt, Çaycuma
Yeşilyurt là một xã thuộc huyện Çaycuma, tỉnh Zonguldak, Thổ Nhĩ Kỳ. Dân số thời điểm năm 2011 là 213 người.